# 자연종
"자연종"은 어떤 사람들은 그것을 인간이 인식하는지 여부에 관계없이 존재하는 진리와 현실의 일부 구조를 식별하는 분류로 취급한다. 다른 사람들은 그것을 도구적으로 작동하는 지식의 인간 분류로 취급한다.
모든 "종"은 특정 특성 특성을 그룹화한 일반화이다. 그것은 일반 클래스와 클래스의 개별 예제로 구성되어 있다. 아리스토텔레스가 공식화한 바와 같이, 인간이 알 수 있는 모든 것의 본질은 무조건적인 추상적인 종류 또는 종으로 존재한다. (1) "모든 물[종류]는 {\displaystyle H_{2}O} [특성]"; (2) "모든 인간은 죽는다"; (3) "모든 까마귀는 검다." :419–24
오늘날 아리스토텔레스의 공식화를 지지하는 학자는 거의 없지만 많은 사람들은 자연 종류가 진리와 실재의 구조라고 계속 가정한다. 그들은 과학적 가설, 일반화 및 이론의 단위로 나타날 수 있다. 귀납적 추론이 특징적인 특성의 "모든" 예를 관찰하는 것에 의존하는 것은 실제로 불가능하기 때문에 특성을 식별하는 것은 비논리적으로 보이다. 그러나 몇 가지 예를 관찰한 후에 종류에 대한 귀납적 추론을 이끌어낼 필요가 있는 것 같다. 귀납적 종류는 종종 예측된 대로 "작동"한다(분류에 대한 예외는 발견되지 않음). 불변의 자연 종류에 대한 믿음을 정당화한다
존 듀이는 무조건적인 자연의 종류에 대한 믿음은 실수이며 구식의 과학적 관행의 유물이라는 소수의 견해를 견지했다. 콰인과 Hilary Kornblith는 자연 종류가 진실과 현실의 불변하는 구조라는 여전히 지배적인 견해를 가지고 있다. 힐러리 퍼트넘은 의미론적 추론을 통해 자연 종류에 대한 기술주의적 접근을 거부한다. 장하석과 Rasmus Winther는 자연 종류가 유용하고 진화하는 과학적 사실에 대한 새로운 견해를 가지고 있다.

## 존 듀이
1938년 존 듀이는 과학자들이 어떻게 귀납법과 연역법을 통해 종류를 만들었는지, 그리고 왜 자연종을 사용하지 않는지 설명했다.
듀이는 현대 과학자들이 귀납적 명제와 연역적 명제를 자연의 안정적인 구조에 대해 이미 알려진 사실로 취급하는 아리스토텔레스를 따르지 않는다고 주장했다. 오늘날 과학적 명제는 안정적인 패턴을 나타내는 프로세스에 대한 가설인 탐구의 중간 단계이다. 아리스토텔레스의 일반적이고 보편적인 명제는 특성의 귀납적 포함 및 배제에 의해 보증되는 탐구의 개념적 도구가 되었다. 그것들은 실재의 구조를 드러내는 탐구의 결과라기보다는 잠정적 수단이다.
듀이는 자연은 자연적인 종류의 집합이 아니라 유능한 귀납법과 연역법에 의해 발견할 수 있는 신뢰할 수 있는 과정이라고 결론지었다. 그는 모든 인간 지식의 조건부 본질을 강조하기 위해 모호한 레이블 "자연 종류"를 "보증된 주장"으로 대체했다. 무조건적인 지식이 주어진다고 가정하는 것은 개념적 보편 명제가 일반 명제에 대한 증거로 작용할 수 있다고 가정하는 오류로 이어진다. 관찰된 결과는 관찰할 수 없는 상상된 원인을 확인한다. “추론이 도출된 자료의 증거적 성격에 근거 하지 않은 '추론'은 추론이 아니다 . 다소 엉뚱한 추측이다." :428현대 귀납법은 자연적인 종류에 대한 추측이 아니라 도구적 이해를 만드는 수단이다.

## 윌라드 반 오만 콰인
1969년에 윌러드 밴 오먼 콰인은 "자연종"이라는 용어를 그 제목의 에세이로 현대 분석 철학에 도입했다. :1그의 첫 단락은 그의 접근 방식을 세 부분으로 설명했다. 첫째, "귀납을 확인하는 경향이 있는 것은 무엇인가?" 콰인에게 귀납법은 가시적인 유사성을 반복적으로 관찰함으로써 정당한 종류를 드러낸다. 두 번째로, 몇 가지 논리적인 퍼즐에도 불구하고, 색상은 자연적인 종류의 특성이 될 수 있다고 가정했다. 마지막으로, 그것은 인간의 심리적 구조가 귀납법의 비논리적 성공을 설명할 수 있다고 제안했다:41
그는 모든 까마귀가 검은색(관찰 가능한 자연종)인 경우 비검은색이 아닌 비-까마귀도 동등하게 자연적인 종류라는 논리적 가설로 시작했다. ] 모든 까마귀는 검은색이다. . ." 공유된 일반적인 특성을 관찰하는 것은 미래의 경험이 공유를 확인할 것이라는 귀납적 보편적 예측을 보증한다. "모든 합리적인 [보편적인] 기대는 유사한 원인이 유사한 결과를 가질 것으로 기대하는 경향과 함께 [일반] 상황의 유사성에 달려 있다." "종류의 개념과 유사성 또는 유사성의 개념은 단일 [보편적인] 개념의 변형 또는 적응인 것 같다. 유사성은 종류로 즉시 정의할 수 있다. 사물이 두 종류일 때 유사하기 때문이다." :42
콰인은 개체 간의 유사성 정도를 판단하는 기준을 인식하는 직관적인 인간의 능력, 즉 "자연 종류에 대한 타고난 재능"을 상정했다. 이러한 기준은 귀납적으로 적용될 때 도구적으로 작동한다. "... [실존] 특성의 타고난 주관적 간격[분류]이 자연에서 기능적으로 관련된 [보편] 그룹화와 너무 잘 일치하여 귀납법이 올바르게 나오는 경향이 있는 이유는 무엇입니까? "
그는 몇 가지 유사점을 관찰한 후 일반화하는 것은 과학적으로나 논리적으로 부당하다고 인정했다. 인간이 경험하는 유사점과 차이점의 수와 정도는 무한한다. 그러나 이 방법은 자연적인 종류를 밝히는 데 있어 도구적 성공으로 정당화된다. "귀납의 문제"는 인간이 "우리가 타고난 과학적으로 정당화되지 않은 유사성 표준에 기반한 귀납법으로 예측할 때 올바르게 나올 확률이 무작위 또는 동전 던지기보다 더 나은 방법"이다. :48–9
콰인은 작은 종류의 표본에서 관찰된 유사성에 기초하여 종류를 분류하기 위한 타고난 학습된 기준의 성공이 자연 종류의 존재에 대한 증거를 구성한다고 주장했다. 관찰된 결과는 상상된 원인을 확인한다. 그의 추론은 계속해서 철학적 논쟁을 불러일으킨다.

## 힐러리 퍼트넘
1975년에 힐러리 퍼트넘은 언어의 의미론적 개념을 정교화함으로써 자연 종류에 대한 기술주의적 아이디어를 거부했다. 퍼트넘은 의미론적 추론을 통해 자연 종류에 대한 기술주의 및 전통주의적 접근에 대한 거부를 설명하고 자연 종류는 기술 과정이나 끝없는 속성 목록 생성을 통해 생각할 수 없다고 주장한다.
퍼트넘의 쌍둥이 지구 사고 실험 에서 상상의 "쌍둥이 지구"에서 "물"의 다른 버전과 대면했을 때 "물"의 확장을 고려하도록 요청받다. 이 "물"은 H2O와 반대되는 화학적 XYZ로 구성된다. 그러나 다른 모든 설명 가능한 측면에서 그것은 지구의 "물"과 동일하다. 퍼트넘은 "물"과 같은 대상에 대한 단순한 설명은 자연 종류를 정의하는 데 충분하지 않다고 주장한다. 전문가와 상의하지 않으면 설명되지 않을 수 있는 화학 성분과 같은 근본적인 측면이 있다. 전문가들이 제공한 이 정보는 퍼트넘이 궁극적으로 자연 종류를 정의할 것이라고 주장하는 것이다.
퍼트넘은 자연종을 정의하는 데 사용되는 필수 정보를 "핵심 사실"이라고 부른다. 이 논의는 부분적으로 그가 의미 이론의 "콰인의 비관주의"라고 언급한 것에 대한 응답으로 발생한다. 퍼트넘은 자연종이 관련된 고정 관념을 통해 언급될 수 있다고 주장한다. 이 고정 관념은 범주의 정상적인 구성원이어야하며 전문가가 결정한 핵심 사실에 의해 자체적으로 정의된다. 이러한 핵심 사실을 전달함으로써 자연종 용어의 본질적이고 적절한 사용을 전달할 수 있다.
자연종 용어의 본질과 적절한 용어를 전달하기 위해 핵심 사실을 전달하는 과정은 레몬과 호랑이를 묘사한 퍼트넘의 예에서 보여진다. 레몬을 사용하면 단순히 누군가에게 레몬을 보여줌으로써 레몬이 무엇인지에 대한 자극적인 의미를 전달할 수 있다. 반면에 호랑이의 경우 호랑이를 보여주기가 훨씬 더 복잡하지만 화자는 호랑이의 핵심을 전달함으로써 호랑이가 무엇인지 쉽게 설명할 수 있다. 호랑이의 핵심 사실(예: 큰 고양이, 네 다리, 주황색, 검은색 줄무늬 등)을 전달함으로써 청취자는 이론적으로 계속해서 "호랑이"라는 단어를 올바르게 사용하고 확장자를 정확하게 언급할 수 있다.

## 힐러리 콘블리스
1993년에 Hilary Kornblith 는 콰인이 25년 전에 그 인식론적 프로젝트를 시작한 이후 자연 종류에 대한 논쟁에 대한 리뷰를 발표했다. 그는 콰인의 "자연 지식의 그림"을 자연의 종류로 평가했으며 후속 개선과 함께 평가했다. :1
그는 마음 독립적인 현실에 대한 지식을 발견하는 것이 비논리적임에도 불구하고 제한된 관찰에 기반한 귀납적 일반화에 의존한다는 콰인의 원래 가정을 여전히 수용할 수 있음을 발견했다. 귀납적 추론의 도구적 성공은 자연종의 존재와 그 방법의 합법성을 모두 확인시켜준다는 콰인의 추가 가정도 동등하게 수용 가능했다.
Kornblith는 이 논리가 인간의 분류를 정신 독립 분류와 동일하게 만든다는 점을 부인했다. "현대 과학의 범주는 물론 타고난 것이 아니다." :81그러나 그는 조건부로 작동하는 종류가 마음에 독립적인 불변 종류와 어떻게 구별될 수 있는지에 대한 설명을 제공하지 않았다. .

## 장하석과 라스무스 윈더
장하석과 Rasmus Winther는 2016년에 출판된 Natural Kinds and Classification in Scientific Practice 라는 제목의 컬렉션에 에세이를 기고했다. 컬렉션의 편집자인 캐서린 켄딕(Catherine Kendig)은 "본질, 법칙, 동일성 관계, 기본 속성 ... 그리고 이것들이 세계의 존재론적 공간을 매핑하는 방법"에 따라 대상에 대한 아리스토텔레스의 분류를 거부하면서 자연 종류의 현대적인 의미를 주장했다. ." 따라서 그녀는 자연 종류가 인간의 추론과 독립적으로 영구적으로 존재한다는 전통적인 가정을 버렸다. 그녀는 분야별 종류 분류 결과를 검토한 원본 작품을 수집했다. "자연 종류의 경험적 사용과 내가 '자연 종류의 활동' 및 '자연적인 종류의 관행'이라고 부르는 것"이다. :1–3그녀의 자연적인 종류에는 과학 분야 자체가 포함되며 각각 고유한 조사 방법과 분류 또는 분류법이 있다. .
장하석의 공헌은 시간을 초월한 자연 종류의 예로 유명한 분야인 성숙한 화학 분야의 분류를 보고함으로써 "자연 친화 활동" 또는 "실천 전환"을 보여주었다. "모든 금은 원자번호 79번을 가지고 있다."
그는 자연 종류가 실제 일반 대상이라는 콰인의 기본 가정을 명시적으로 거부했다. "이 장에서 내가 (자연) 종류에 대해 말할 때, 나는 객체의 집합이라기보다는 [보편적인] 분류 개념을 언급하는 것이다." 그의 종류는 과학과 철학이라는 인류의 끊임없는 지식 탐구 활동의 결과이다. "이러한 개념을 대상이 아닌 개념의 관점에서 더 명확하게 표현하면, 우리가 탐구에서 일부 안정적이고 효과적인 분류 개념에 부딪친다면 그것을 소중히 여겨야 한다('자연 종류'라고 부르는 것은 그렇게 하는 한 가지 분명한 방법일 것이다). ), 그러나 우리가 그로 인해 몇 가지 영원한 본질을 발견했다고 가정하지 않다. :33–4

## 같이 보기
- 귀납
- 귀납의 새로운 수수께끼
- 도구주의
- 사회적 구성주의